# Renault PK
Der Renault PK ist ein im Iran produzierter Kleinwagen auf Basis des in Frankreich konzipierten Renault 5. Das Modell wird von einem 1,3-l-Ottomotor angetrieben, der auch vom Kia Pride verwendet wird. Der PK hat ein 5-Gang-Schaltgetriebe und eine Klimaautomatik ist serienmäßig.
Der Renault PK wird im Iran häufig als Mietwagen eingesetzt und als solcher Ajanz genannt.

## Technische Daten
- Gewicht: 830 kg
- Tankinhalt: 44 l
- Motor: 4-Zylinder-Ottomotor, 1,3 Liter, 44–54 kW
- Länge: 3534 mm
- Breite: 1610 mm
- Höhe: 1413 mm
- Batterietyp: 40 Ah-12 V
- Lichtmaschine: 50 AH-12 V
- Felgen: 4/5 J x 13
- Reifen: 165/65 R 13
- Höchstgeschwindigkeit: 160 km/h